# Pamětní deska Jánose Aranyho
Pamětní deska Jánose Arany připomíná léčebné pobyty jednoho z významných postav maďarské poezie 19. století – národního buditele, básníka, literárního teoretika a překladatele, ale i hlavního sekretáře Maďarské akademie věd. Deska se nachází v Karlových Varech na Zámeckém vrchu při vchodu domu Jäger.

## Pamětní deska
U vchodu domu na adrese Zámecký vrch 429/4 se během historického období vystřídaly tři pamětní desky. Byly instalovány v upomínku slavného maďarského básníka a překladatele Jánose Arany, který se v letech 1869 až 1876 léčil v Karlových Varech. V prvních dvou letech (1869 a 1870) byl ubytován v domě Walter Scott, následující roky (1871, 1872, 1873, 1874, 1875 a 1876) pak bydlel v domě Jäger, čp. 429.

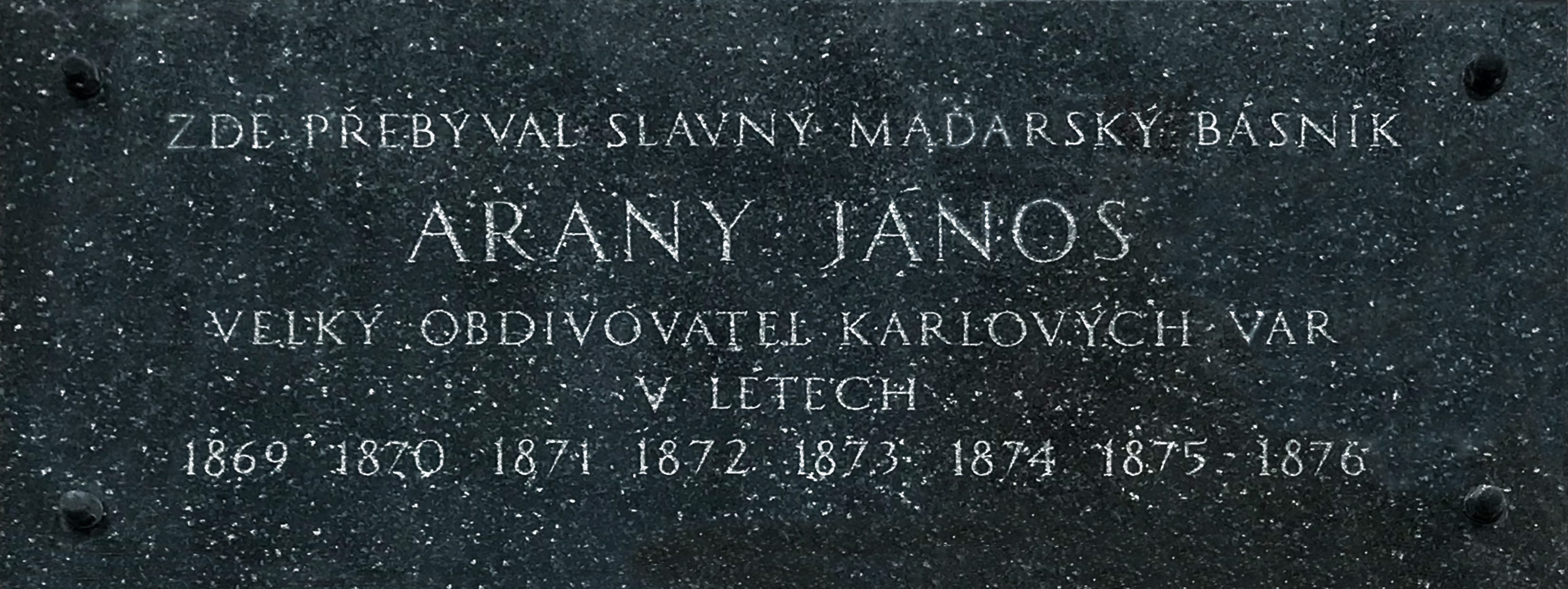
Pamětní deska v českém jazyce z let 1957–2024, foto 11/2020

První pamětní deska Jánose Arany osazena na domě počátkem 20. století, s nápisem v německém jazyce, byla po 2. světové válce odstraněna.
Roku 1957 byla na místě instalována nová pamětní deska s textem v českém jazyce. Ta byla po 67 letech opět nahrazena. V pořadí již třetí pamětní deska Jánose Arany byla odhalena 15. března 2024, v předvečer maďarského státního svátku, kterým si Maďaři připomínají boj za nezávislost a svobodu. Slavnostnímu aktu byli přítomni mj. hlavní poradkyně maďarského předsedy vlády Katalin Szili či Róbert Dobos, předseda pobočného spolku Svazu Maďarů žijících v českých zemích. Text pamětní desky je ve dvojjazyčném provedení, česky a maďarsky. Autor díla je významný maďarský sochař Tibor Török Túri (maď. Túri Török Tibor). Pro Maďary a maďarskou národnostní menšinu v České republice je „... nově osazená pamětní deska významnou duševní kulturní památkou“ (citace).

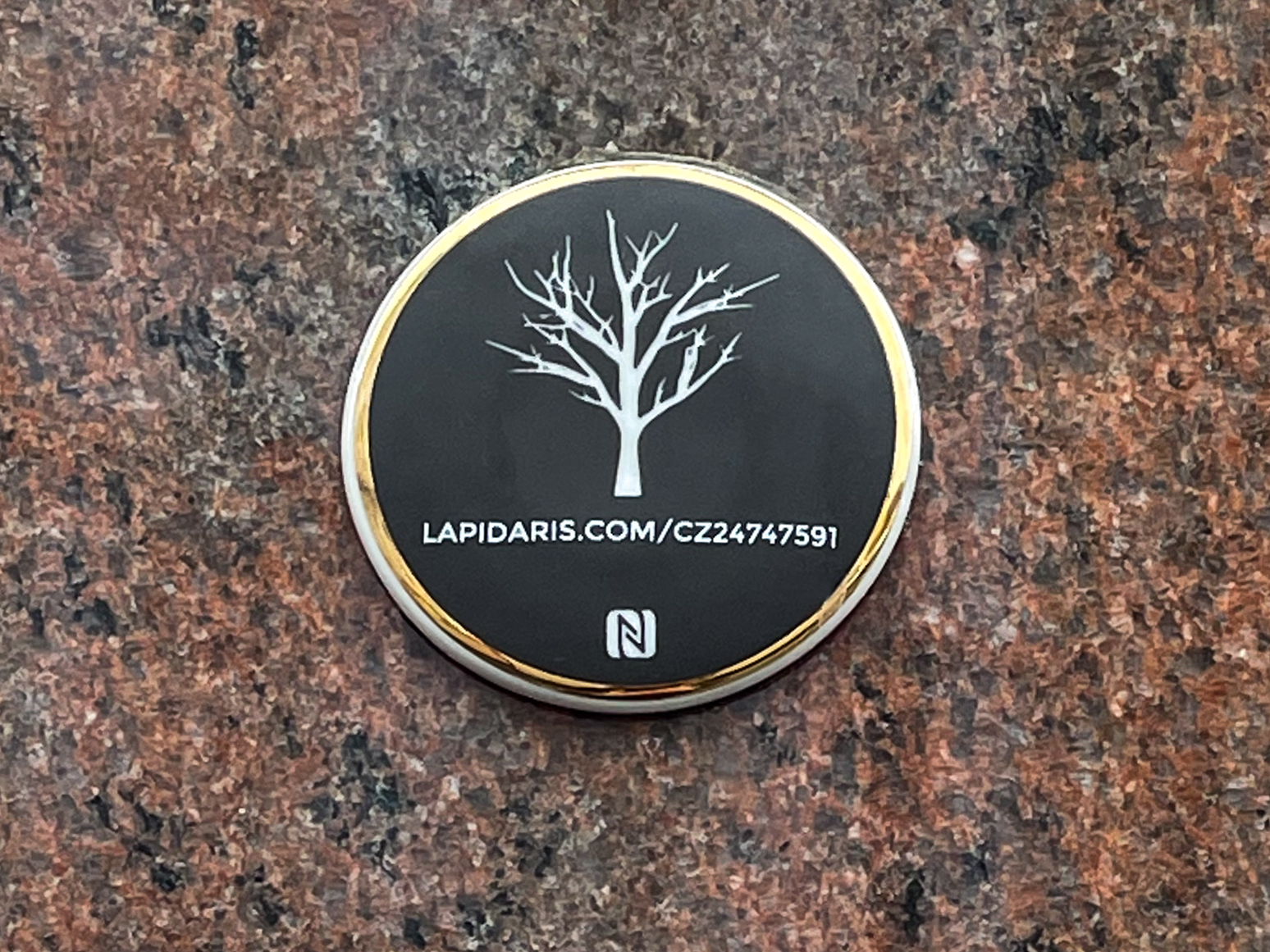
Kámen Lapidaris na nové pamětní desce, foto 01/2025

Na spodní části pamětní desky je umístěn Kámen Lapidaris, který obsahuje chip NFC. Díky této technologii se lze dozvědět podrobnější informace o osobnosti vzpomínaného literáta.

## János Arany v Karlových Varech
János Arany onemocněl v raném dětském věku malárií, bylo mu pouze jeden a půl roku, a nemoc zanechala natrvalo stopy na jeho játrech. Jako dítě trpěl kvůli oslabenému organizmu častými nemocemi, postupně pak mnoha vážnými chorobami – dizenterií, žlučovými kameny, či nikdy nezhojenou ránou po odstraněném nádoru. V dospělosti měl i zrakové a sluchové potíže. Doktory byl považován za jednoho ze zvláštních případů lékařské praxe.
Na léčebný pobyt do Karlových Varů přijel poprvé v roce 1869, kdy mu bylo 52 let. Na obale knihy o Karlových Varech významného karlovarského lékaře Eduarda Hlawaczeka se dochoval básníkem napsaný škádlivý verš:
Wenn die Wässer
Wär’n nit besser
Als die Doktoren
Wär’n mehr verloren.

V češtině: "Kdyby tyto vody nebyly lepší než lékaři, byli bychom ztraceni."
Karlovarské prostředí, především okolní lesnatá krajina, bohatá historie kraje i stará báje o objevení zdejších pramenů Karlem IV. Jánose Arany okouzlily. Již při prvním pobytu přeložil do maďarštiny poetickou oslavnou báseň Óda na Vřídlo, dílo z období kolem roku 1500 básníka a prozaika Bohuslava Hasištejnského z Lobkovic.
Po první návštěvě lázní se jeho zdravotní stav zlepšil. Poté přijížděl do Karlových Varů vždy nejméně na jednoměsíční lázeňský pobyt každé léto až do roku 1876. V té době ještě nebyla v oblasti postavena železnice, z Budapešti se proto musel dopravovat přes Plzeň nebo Teplice. Cesta trvala tři dny. První dva pobyty v letech 1869 a 1870 byl ubytován v domě Walter Scott v ulici Pod Jelením skokem 399/18. Majitelé objektu později koupili dům Jäger na Zámeckém vrchu a Arany, spokojen s jejich předchozími službami se přestěhoval s nimi a bydlel u této rodiny do svého posledního lázeňského pobytu v roce 1876. Jeho ošetřujícím lékařem byl uznávaný a dlouholetý městský a lázeňský doktor Gallus von Hochberger, jehož doporučení pro lázeňský režim, množství pitné kůry i četnost koupelí Arany důsledně dodržoval. Při každém svém pobytu si koupil vždy nový lázeňský pohárek.
Maďarský historik Sándor Szilágyi ve svých pamětech „Vissaemlékezés“ (česky: „Vzpomínka“) o Aranym napsal, citace: „ ... Přicházel každý den k Zámeckému prameni, postavil se do řady a postupoval trpělivě s ostatními, až se mu dostalo léčivého pramene. Pak šel na snídani do blízkého „Hanovru“, kde vysedával vždy u stejného stolu, nebo procházkou k Poštovnímu dvoru, kde nacházel u vyhrazeného stolu množství maďarských hostů. V roce 1870 píše z Karlových Var svému příteli (Antalnak Csengery), že celý okolní svět vře, zatímco on zde tiše sedí v krásném údolí Čech, zneklidněn jen tím, že musí vstávat každý den ráno v pět hodin, musí se procházet bez dýmky, než se dostane ke snídani, při které pak dobrý tabák v čibuku a čtení novin jej odškodní za všechnu předcházející námahu ... “ V té době přijíždělo z Maďarska do Karlových Varů hodně známých osobností. Arany jich jmenoval kolem stovky. Se svými krajany se zde však stýkal jen málo. Dával přednost procházkám v přírodě, v lázeňských lesích.
Pověst o objevení horkých pramenů Karlem IV. inspirovala Jánose Arany k napsání básně Toldiho láska (Toldi szerelme). V 96. verši svého eposu popisuje, jak bojar Toldi, proslavený svojí silou, přijede na místa hlubokých karlovarských lesů. Karel IV. jej pozná a je uspořádán hon, při němž jsou objeveny teplé prameny. Báseň zapracoval do trilogie Toldi. Toto literární dílo má přední místo v maďarské literatuře.
Karlovarská městská rada uznávala vzácného lázeňského hosta a již od roku 1870 ho odměnila zproštěním poplatků za hudbu a lázeňských poplatků. Arany však odmítl jakékoliv výhody a obnos věnoval na dobročinné účely. V roce 1876 přijel do Karlových Varů naposledy. V letech 1877 až 1882 navštěvoval pak lázně Korytnice.

## Zajímavost
Kromě pamětní desky na domě Jäger byla v karlovarských lázeňských lesích, kam Arany chodíval a kde rád pracoval, postavena pamětní lavička.